# Thore Skogman
Elof Lars "Thore" Skogman (Hallstahammar, 9 de marzo de 1931 – Gävle, 9 de diciembre de 2007) fue un popular cantante, músico y actor sueco.
Mientras trabajaba como contable y gerente de ventas durante la década de los 50, debutó grabando en 1955. A partir de aquí, se dedicó por completo al canto en 1961 y quedó tercero en el concurso nacional de la canción de Suecia Melodifestivalen en 1963. En la década de los 60, escribió "Fröken Fräken", que se convirtió en uno de sus éxitos más rotundos de su carrera. Skogman también compuso canciones para otros artistas suecos y escandinavos. Skogman fue una figura habitual y popular en el cine, la televisión, la radio, la ópera y las representaciones teatrales suecas desde la década de 1960 hasta la de 1980.

## Discografía
- 1959 – Fullträffar
- 1965 – Thore Skogman i skivspåret
- 1967 – En sån strålande dag
- 1968 – Opp i varv
- 1970 – Hesa Fredrik och Pelle Propeller
- 1970 – The Old Skogman
- 1971 – Dans på Skogmans loge
- 1972 – Eva Bysing och Thore Skogman på Berns
- 1973 – Led milda ljus
- 1973 – Det glada Liseberg
- 1975 – Det ska gå med musik
- 1980 – Lätt operett
- 1985 – Skogmans jul
- 1991 – En evig sång
- 1997 – Hård-Rock med Thore Skogman
- 2001 – Ljudblommor
- 2008 – Thore goes Metal

## Filmografía
- 1963 – Tre dar i buren
- 1964 – Tre dar på luffen
- 1965 – Pang i bygget
- 1967 – Hemma hos Thore
- 1967 – En sån strålande dag
- 1968 – Mannen som ikke kunne le

## Bandas sonoras
- 1963 – Tre dar i buren
- 1964 – Tre dar på luffen
- 1965 – Pang i bygget
- 1967 – En sån strålande dag
- 1977 – 91:an och generalernas fnatt
- 2001 – Rundt om Rundrejsen 2001
- 2001 – Linie 3 – Rundrejsen 2001

## Canciones más populares de Skogman
- Ensam jag är
- Surströmmingspolka
- Tiotusen röda rosor
- Du är en riktig klippare du
- Dra ända in i Hälsingland
- Penninggaloppen
- Storfiskarvalsen
- Pop opp i topp
- Fröken Fräken
- Twist till menuett
- Kalle Västman från Västmanland
- Min soliga dag
- Tänk om jag kunde spela dragspel som Calle Jularbo
- Gammal kärlek rostar aldrig
- Skinnrock från Malung
- Rött hår och glest mellan tänderna
- Plättlaggen
- Även bland törnen finns det rosor